# 헬멧

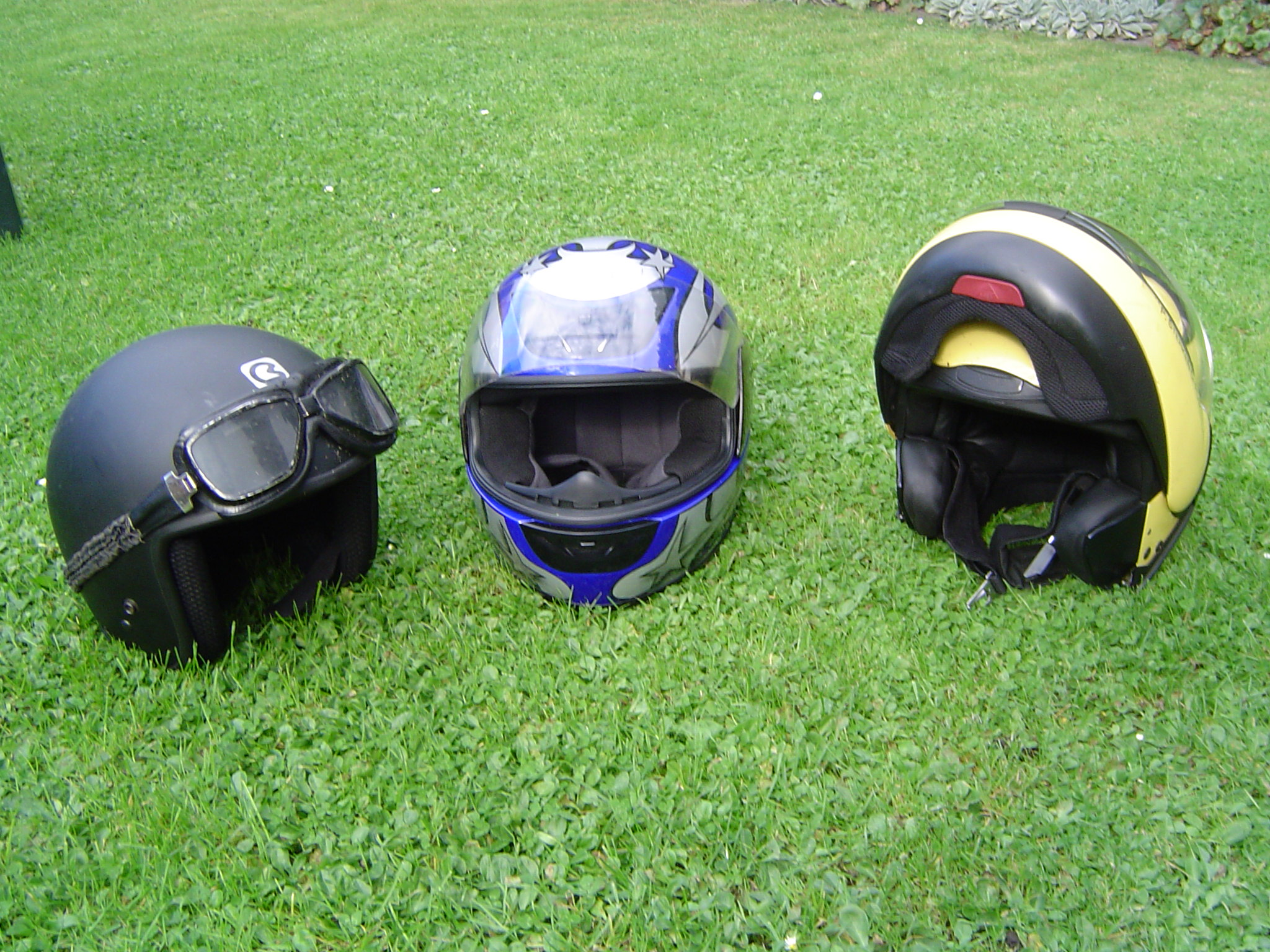
헬멧

헬멧(영어: helmet)은 머리를 보호하려고 쓰는 철이나 알루미늄, 스티로폼, 플라스틱 등으로 만든 모자이다. 건설 현장용·운동 선수용·모터사이클용·우주비행사용 등이 있다.

## 용도별 분류

### 운동용
- 야구 헬멧: 타자 헬멧, 투수 헬멧
- 미식 축구 헬멧
- 승마 헬멧(영어판)
- 하키 헬멧(영어판)
- 아이스 하키 헬멧
- 라크로스 헬멧(영어판)
- 스키 헬멧(영어판)
- 스케이트보드 헬멧(영어판)

### 운전용
- 자전거 헬멧(영어판)
- 모터사이클 헬멧
- 자동차 경주 헬멧

### 작업장용
- 다이빙 헬멧
- 안전모
- 건설 기술자 안전모
- 용접면(영어판)
- 광부용 헬멧(en:Miner's helmet
- 우주비행사 헬멧(영어판)

### 군용
- 방탄모, 철모
- 전투기 헬멧(영어판)
- PH 헬멧(영어판)

### 보호 및 긴급 업무용
- 관리인 헬멧(영어판)
- 소방관 헬멧(영어판)
- 구명보트 승무원 헬멧(영어판)
- 폭동 방비 헬멧(영어판)

## 같이 보기
- 투구

## 참고 자료
- 이 문서에는 다음커뮤니케이션(현 카카오)에서 GFDL 또는 CC-SA 라이선스로 배포한 글로벌 세계대백과사전의 내용을 기초로 작성된 글이 포함되어 있습니다.